# 山下義信
山下 義信（やました ぎしん、1894年（明治27年）3月21日 - 1989年（平成元年）7月30日）は、日本の政治家、実業家、社会福祉家。参議院議員（2期）。

## 経歴
広島県呉市の呉服商の家に生まれる。明治大学中退。実業界に進み、1924年に広島日刊新聞社長に就任。百貨店経営などにも携わった。太平洋戦争で召集され、終戦時には五島列島の砲兵部隊に配属されていた。広島市への原子爆弾投下による被害を聞いて心配しつつ復員すると、次男は原爆投下で死亡しており、広島市やその周辺には戦災孤児が溢れていた。山下は私財を投じて「広島戦災孤児収容所」を設立。原爆孤児を中心に1953年1月に広島市へ移管されるまでに約170人が暮らした。施設は後に「広島戦災児育成所」と改称。財団法人を経て社会福祉法人となり、孤児を中心に計312人が巣立った。
収容所では闇米まで仕入れて食料を確保したほか、蚤や虱の駆除、毎日の下着交換など衛生にも気を配った。実子も入所させて孤児と平等に扱ったほか、掃除や挨拶など躾も厳しく教えた。
一方、1947年4月、第1回参議院議員通常選挙に広島県選挙区から無所属で立候補して初当選。1953年の第3回参院選は右派社会党公認で立候補して再選。参議院厚生委員長、党政審副会長、中央統制委員などを歴任。
千鳥ケ淵戦没者墓苑の建設を推進し、役員を務めた他、原爆遺児後援会会長なども務めた。浄土真宗本願寺派の僧籍を持ち、童心寺の住職も務めた。
1989年7月30日入滅、95歳。死没日をもって従四位に叙される。

## 栄典
- 1965年 - 勲二等瑞宝章[5]。
- 1989年 - 従四位

## 評伝
- 新田光子『広島戦災児育成所と山下義信－山下家文書を読む』法藏館、2017年。

| 議会                   | 議会             | 議会                   |
| ---------------------- | ---------------- | ---------------------- |
| 先代 塚本重藏 河崎ナツ | 参議院厚生委員長 | 次代 河崎ナツ 梅津錦一 |